# 1991 AM
1991 AM är en asteroid i huvudbältet som upptäcktes den 14 januari 1991 av Spacewatch vid Kitt Peak-observatoriet.
Asteroiden har en diameter på ungefär 5 kilometer och den tillhör asteroidgruppen Apollo.